# Могильный, Михаил Павлович
Михаи́л Па́влович Моги́льный (24 июня 1925, хутор Михайловка, Донецкая область — 11 октября 1944, около г. Шилуте) — командир отделения, 3-й пулемётной роты, 84-го гвардейского стрелкового полка (33-й гвардейской Севастопольской стрелковой дивизии, 2-й гвардейской армии, 1-го Прибалтийского фронта), гвардии сержант. Герой Советского Союза (1945).

## Биография
Родился 24 июня 1925 на хуторе Михайловка, Володарского района, Мариупольского округа, Украинской ССР в семье рабочего. Украинец. Окончил 7 классов.
В Красной Армии с 1943 года. Участник Великой Отечественной войны с 1943 года. Воевал на 1-м Прибалтийском фронте. Отличился 11 октября 1944 под городом Шилуте (Литовская ССР).
На подступах к Неману противник сопротивлялся, подтягивая всё новые и новые резервы, часто переходил в контратаки. 11 октября 1944 года неподалеку от города Шилуте создалась сложная обстановка. Гитлеровцы накопили значительные силы и готовились нанести удар по советскому флангу, чтобы улучшить своё положение. Могильный со своим расчётом начал тайком перебираться через озеро на выгодную позицию, которую успешно занял и открыл шквальный прицельный огонь по противнику. Фашисты пришли в замешательство, а когда сориентировались, открыли ответный сильный миномётный и пулемётный огонь. Затем под его прикрытием бросили до роты пехоты. Пулемётчик получил тяжёлое ранение. Тогда его заменил второй номер и продолжал обстрел наступающих. Когда он погиб, за пулемёт взялся подносчик патронов, однако и он был убит. Теперь уже из него открыл стрельбу сам командир Могильный. Получив два ранения, пулемётчик начал бить с перебоями. Гитлеровцы почувствовали превосходство, побежали к высотке во весь рост, но неожиданно Могильный развернул своё оружие и вплотную встретил наступающих.
Когда подошло советское подкрепление, все склоны высотки были усеяны вражескими трупами. Здесь же лежал без сознания гвардии сержант Могильный. Товарищи по оружию отдали погибшему гвардейцу заслуженные военные почести. Похоронен в городе Шилуте (Литва).

## Награды
Указом Президиума Верховного Совета СССР от 24 марта 1945 года за образцовое выполнение боевых заданий командования на фронте борьбы с немецко-фашистскими захватчиками и проявленные при этом мужество и героизм, гвардии сержанту Могильном Михаилу Павловичу посмертно присвоено звание Героя Советского Союза.

## Память
- В городе Шилуте (Литва) установлен обелиск с портретом Героя.
- Имя пулемётчика носила пионерская дружина средней школы в селе Республика Володарского района Донецкой области Украины.
- В пгт Никольское на аллее перед краеведческим музеем установлен бюст Героя.